# مپل بی (مینه‌سوتا)
مپل بی (به انگلیسی: Maple Bay) یک منطقهٔ مسکونی در ایالات متحده آمریکا است که در Godfrey Township واقع شده‌است. مپل بی ۳۵۹٫۰۶ متر بالاتر از سطح دریا واقع شده‌است.